# Carlos Taveira
Carlos Taveira (Mateus een wijk van Vila Real, Portugal) is een hedendaags Portugees componist, dirigent en klarinettist.

## Levensloop
Taveira werd al vroeg lid van de Banda Musical de Mateus en leerde klarinet te bespelen. Hij studeerde aan het Conservatório Regional de Gaia in Vila Nova de Gaia, Porto, compositie, klarinet en zang. Tijdens zijn militaire dienst was hij klarinettist in de Banda da Região Militar Norte.  Aansluitend studeerde hij verder aan het Conservatório Superior de Música de Gaia in Vila Nova de Gaia, Porto en ditmaal orkest- en koordirectie, theater- en operazang en Curso Superior de Música. Zijn leraren waren onder andere: Ivo Cruz, Mário Mateus, Álvaro Salazar, Fernanda Mateus, Saúl Silva, Sergei Stadler en Gerald Kegelmann.
In verdere cursussen heeft hij de toelating als pedagoog/docent aan conservatoria en muziekscholen te werken. 
Sinds enige jaren is hij docent aan de Academia de Música de Vila Real en van de Real Filarmonia – Escola de Música de Vila Real in Vila Real. Tegenwoordig is hij tweede directeur van deze scholen. Eveneens is hij dirigent van verschillende koren, banda's (harmonieorkesten) en van het orkest en de koor van het Conservatório Regional de Gaia. Verder is hij artistiek directeur en dirigent van de orkest en koor van de Universidade de Trás-os-Montes e Alto Douro (UTAD).
Als componist schrijft hij vooral werken voor harmonieorkest.

## Composities

### Werken voor Banda (harmonieorkest)
- 1991 Nossa Senhora da Pena, processiemars
- 1991 Classic Rock
- 2001 Miraculosa, processiemars
- 2004 Eng. Gonçalves de Carvalho, mars
- 2004 Prece, processiemars
- 2005 113 - Polca para Bombardino, voor eufonium en harmonieorkest (opgedragen aan: Steven Mead)
- 2005 João Paulo, processiemars
- 2006 Dia de Primavera, concertmars
- 2007 Sanguinhedo em Frente, mars
- 2007 Epopeia, concertmars